# Niermeridiaan

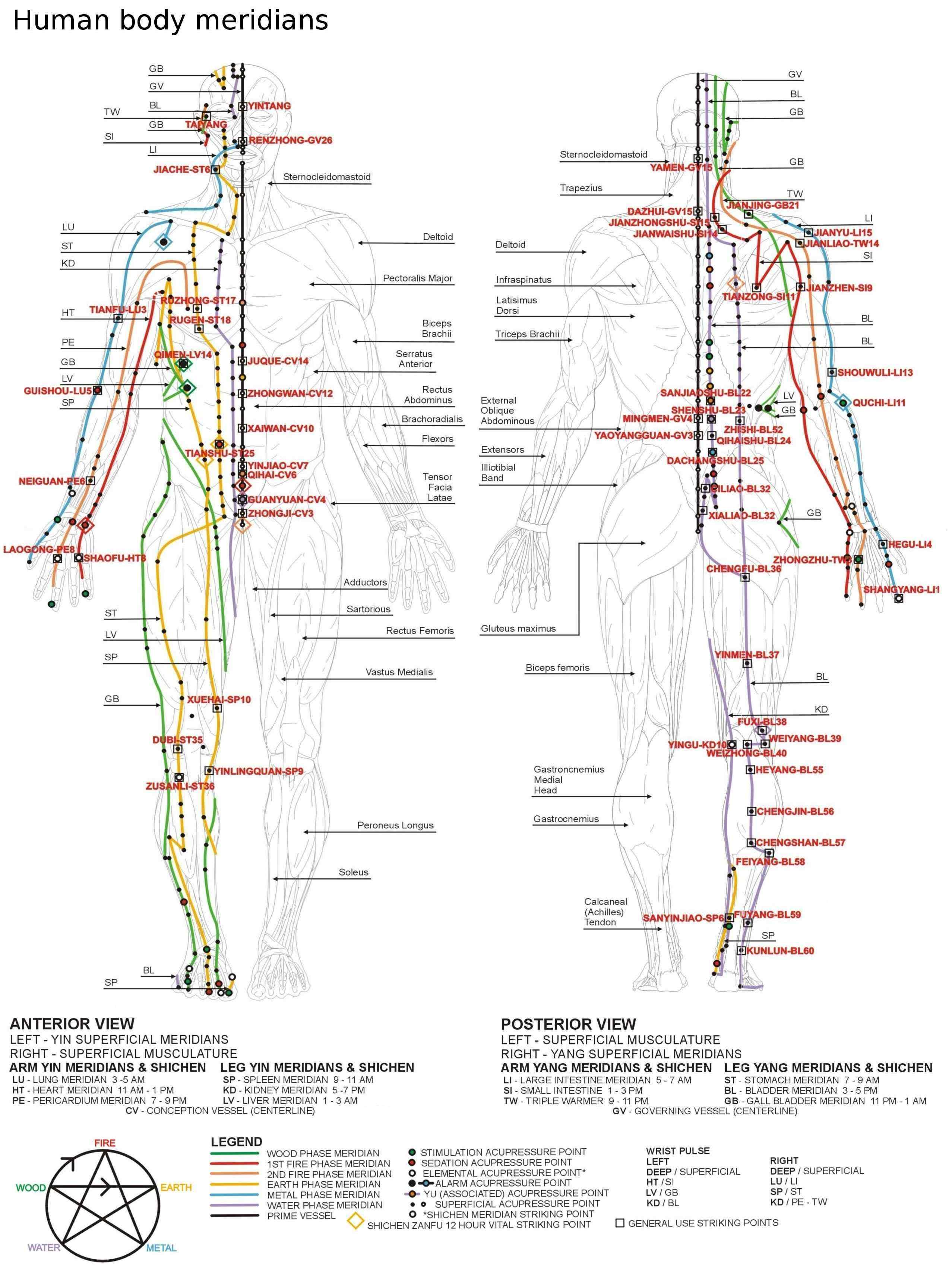
Overzicht van de 12 belangrijkste meridianen

De niermeridiaan (Zu Shao Yin) is een van de 12 belangrijkste meridianen in de traditionele Chinese geneeskunde.
De meridiaan loopt aan beide zijden van het lichaam en begint onder de voet en loopt omhoog aan de binnenzijde van de enkel, via de binnenzijde van het onderbeen via de knie en bovenbeen, via de lies naar de geslachtsorganen en loopt omhoog langs de navel over de borst naar het sleutelbeen, keel en eindigt bij de oren. Volgens de traditionele Chinese geneeskunde is deze meridiaan een yinmeridiaan en behoort tot het element water. Tussen 17:00 en 19:00 uur zou deze energie het meest actief zijn.
Op de niermeridiaan zitten 27 punten die gebruikt worden binnen de acupunctuur, acupressuur en reflexologie en deze zouden invloed hebben op de vruchtbaarheid, ouderdomskwalen, oren, botten, haar, voeten en angst.
longmeridiaan · dikkedarmmeridiaan · dunnedarmmeridiaan · maagmeridiaan · miltmeridiaan · hartmeridiaan · blaasmeridiaan · niermeridiaan · pericardiummeridiaan · drievoudige verwarmermeridiaan · galblaasmeridiaan · levermeridiaan